# Wichita Outlaws
I Wichita Outlaws sono stati una franchigia di pallacanestro della GBA, con sede a Wichita, nel Kansas, attivi dal 1991 al 1992.
Non si qualificarono per i play-off nel 1991-92. Scomparvero alla fine della stagione.

## Stagioni
| Stagione | Lega | Denominazione   | V  | P  | %    | Piazzamento | Play-off |
| -------- | ---- | --------------- | -- | -- | ---- | ----------- | -------- |
| 1991-92  | GBA  | Wichita Outlaws | 23 | 41 | 35,9 | 6º          | -        |